# Ore no Nōnai Sentakushi ga, Gakuen Love Come o Zenryoku de Jama Shiteiru
Ore no Nōnai Sentakushi ga, Gakuen Love Come o Zenryoku de Jama Shiteiru (俺の脳内選択肢が、学園ラブコメを全力で邪魔している lit. Mis elecciones mentales están completamente interfiriendo con mi comedia escolar romántica?), conocida también como Noucome, es una novela ligera escrita por Takeru Kasukabe e ilustrada por Yukiwo. Kadokawa Shoten ha publicado ocho volúmenes desde febrero de 2012. El manga ha sido adaptado por Sayaka Itsuki se serializa en Enterbrain 's' 'Famitsu Comic Clear' '. Una adaptación de diez episodios de la serie en anime, dirigida por Takayuki Inagaki y producido por Diomedéa, salió al aire entre octubre y diciembre de 2013 para la televisión.

## Argumento
Kanade Amakusa es un estudiante de secundaria que sufre de una maldición llamada "Opciones absolutas" (絶対 選択肢 Zettai Sentakushi?) . Esta maldición le obliga a seleccionar una acción de una lista de dos o tres opciones que aparecen delante de él, en cualquier momento, y no tiene ningún control sobre lo que parecen opciones. Muchas de ellas son raras o perversas y, como resultado, la maldición ha manchado su reputación con sus compañeros y otras personas a su alrededor, por lo que su vida se ha vuelto muy difícil. Sin embargo, un día, una opción en su camino a casa desde la escuela, hace caer una hermosa joven misteriosa del cielo. Amakusa descubre que fue enviada por Dios al mundo para que le ayude en la realización de una serie de misiones que le dio directamente Dios. Después de completar estas misiones, la maldición de las "opciones absolutas" será levantada de Amakusa; pero si fracasa en la realización de cualquiera de las misiones, se quedará con la maldición para siempre.
A medida que avanza la historia, hay cambios en las opciones, como una nueva opción apareciendo de repente, o que las opciones desaparezcan sin escoger ninguna, o incluso dar oportunidades para rechazar todas las opciones. Según Amakusa, hay tres tipos de opciones: opciones que obligan a la persona a realizar ciertas acciones, opciones que alteran a otras personas física o mentalmente (que no conservarán la memoria después), y las opciones que tienen resultados impredecibles.

## Personajes

### Principales
Kanade Amakusa (甘草 奏 Amakusa Kanade?)
Seiyū: Toshiyuki Toyonaga, Ikumi Hayama (apariencia femenina)
Protagonista de la serie, quien sufre de "Opciones Absolutas", una maldición que lo obligan a elegir una de entre dos o más opciones. Si no elige, desarrollará una insoportable Migraña. En un principio, conoce a Chocolat,y descubrirá que, para acabar con su maldición, tendrá que cumplir una serie de misiones, cosa que si no logra cumplir alguna misión antes de la fecha límite, resultara que su maldición se quede para siempre con él. Como resultado de sus "Decisiones Absolutas", sus compañeros de clase lo ven como a una persona extraña y se alejen de él; así convirtiéndose en uno de los "Cinco Rechazados"
Chocolat (ショコラ Shokora?)
Seiyū: Kaori Sadohara
Una hermosa chica que cae del cielo, luego de que un día eligiera la opción "Una hermosa chica caerá del cielo" en su camino de regreso a casa. Él la nombra así porque le dio una caja de chocolates para comer. Ella fue enviada desde el mundo de Dios para ayudar a Kanade a que logre completar las "Misiones", sin embargo, ella tiene la "Cabeza en el aire", resultando ser inútil para ayudar a Kanade. Según ella, perdió su memoria antes de recibir la misión, incluyendo como resolver la maldición. En la segunda novela, ella se transfiere a la clase de Kanade como su "mascota". 
A veces, ella se golpea la cabeza o se emborracha, surge una nueva personalidad oculta que no ha perdido sus recuerdos, que dura poco tiempo. A diferencia con su contraparte, ésta es inteligente, muy amable y tiene una mejor noción sobre la maldición. Ella vuelve a su estado original si recibe otro golpe en la cabeza o regresa a la sobriedad. Según ella, volverá a su mundo una vez acabada la maldición. En un momento, luego de recuperar su memoria, intenta seducir a Kanade, pero fracasa, dado que una caja de chocolates le cae en la cabeza, devolviéndola a la normalidad, se ha demostrado que ella es una chica Fujoshi e incluso ha tratado de emparejar a Kanade con otros hombres.

### Cinco perdedores
Los "Cinco perdedores" (お断り5 Okotowari 5?) son alumnos de la academia de Kanade que, aunque son físicamente atractivos, tienen defectos en su personalidad.
Furano Yukihira (雪平 ふらの Yukihira Furano?)
Seiyū: Yui Kondō
Una chica que se sienta detrás de Kanade en clase. Tiene un extraño sentido del humor y particularmente, siempre cuenta chistes poniendo una expresión en blanco. Desarrolla sentimientos hacia Kanade, pero se expresa hacia él con una actitud Tsundere. Tiene una afición por las cosas lindas, especialmente por un personaje llamado "Cerdo Blanco", pero solo muestra ese lado de ella a gente muy cercana a ella.
Yuragi Hakoniwa (箱庭 ゆらぎ Hakoniwa Yuragi?)
Seiyū: Naomi Ōzora
Amiga de la infancia de Kanade; tiene la costumbre llamar a todo el mundo de mayor edad que ella hermano o hermana mayor. Según ella, se sentirá mal si no lo hace, o si a ella no la llaman así.
Himeru Hisoka (密 秘 Hisoka Himeru?)
La primera de los 5 Perdedores. Estudiante de Quinto Grado. Ella muestra interés hacia hombres y mujeres. Ella ha seducido chicas e incluso robando sus novios. En la cuarta novela ligera, Seira le ordena que se enamore de Kanade, pero ella no puede hacerlo.
Karasu Yumeshima (夢島 カラス Yumeshima Karasu?)
Estudiante de grado, superior. Él es el líder de los 5 rechazados y siempre se le aprecia portando una máscara. 
Yūōuji Ouka (遊王子 謳歌 Ouka Yuuoji?)
Es una de los cinco rechazados, es la hija del dueño de una compañía que hace objetos muy raros y poco comerciales ella al final del anime muestra interés en Kanade.

### Cinco populares
Son los alumnos con más popularidad en la academia de Kanade, lo opuesto a los Cinco Rechazados.
Seira Kokubyakuin (黒白院 清羅 Kokubyakuin Seira?)
Seiyū: Hiromi Igarashi
Estudiante de Tercer Grado. Presidenta del Consejo Estudiantil y líder de los Cinco Populares. Ella también conoce sobre la maldición de Kanade pero, en vez de ayudarlo, usa su conocimiento sobre ello para burlarse de él. Parece tener alguna conexión con el mundo de Dios y conoce más sobre la maldición que cualquier otro personaje. Según ella, "Cayendo en Amor" realmente es la misión final para quitar la maldición, pero se niega a dar más detalles.
Sōka Shishimori (獅子守 想牙 Shishimori Sōka?)
Seiyū: Takayuki Kondō
El vicepresidente del consejo estudiantil y el muchacho más popular en la academia. Él es un estudiante regular y está cansado de payasos tan raros como los Cinco Rechazados. Tiene 5 hermanas menores a las cuales tiene aversión hacia ellas. Es tranquilo y frío. 
Konagi Yawakaze (柔風 小凪 Yawakaze Konagi?)
Seiyū: Misato
Es la mejor amiga de Yūōji; ella es muy pura e inocente. Aunque ella se siente avergonzada por estudiantes varones, como rara vez pasa tiempo alrededor de ellos, ella quiere aprender a hacerlo. Ocupa el tercer lugar de popularidad en la escuela y tiene muchos admiradores que la quieren proteger a ella y su inocencia. Si cualquier estudiante intenta hacer algo de una naturaleza pervertida con ella, sus "guardias" ellos propinarán una paliza a esa persona. Amakusa ha sido víctima de varios de estos golpes, debido a su "maldición" que a menudo requiere de decisiones pervertidas.
Ayame Reikadō (麗華堂 絢女 Reikadō Ayame?)
Seiyū: Rei Matsuzaki
Una estudiante femenina algo orgullosa y dura, ella tiene los senos bastante grandes y a menudo discute con Furano, que no está tan bien dotada. Amakusa se entera de que sus pechos han sido aumentados por cirugía plástica por medio de su maldición; Furano también llega a ser consciente de ello por tocarlos. Ambos deciden mantener su secreto. Según Ayame, su personalidad dura y el motivo de la cirugía plástica es su vecino y amigo de la infancia al que le encantan las chicas tsundere. 
Tōya Yoshiwara (吉原 桃夜 Yoshiwara Tōya?)
Seiyū: Kazutomi Yamamoto
Un alumno de primer año generalmente tranquilo, pero que es realmente un mujeriego. 

### Otros
Utage Dōraku (道楽 宴 Dōraku Utage?)
Seiyū: Akiko Yajima
La maestra de Kanade quien también ha sufrido con la maldición de "Opciones absoluta" en el pasado. Aunque ella es capaz de discutir y compartir información acerca de la maldición con Amakusa, ella es incapaz de decirle cómo poner fin a la maldición o ella comienza a sufrir de dolores de cabeza intensos. Ella cubre a Kanade cuando tiene que elegir opciones vergonzosas de sus "Decisiones Absolutas" cuando ella puede. Ella tiene el aspecto de una niña de escuela primaria, a pesar de tener 29 años.
Dios (神 Kami?)
Seiyū: Shinnosuke Tachibana
El Dios encargado de las "Misiones" de Amakusa para quitar la maldición. Es algo descuidado y generalmente se burla de Amakusa con la maldición, lo que él le valió el apodo de "Dios Impertinente" (チャラ神 Chara Kami?). Según él, acaba de empezar en el trabajo recientemente y no puede ofrecer ayuda en la eliminación de la maldición. También afirma que él no es quien ofrece las opciones; el Dios que lo hace es desconocido.

## Media

### Novela ligera
Las novelas ligeras fueron escritas por Takeru Kasugabe e ilustradas por Yukiwo. Kadokawa Shoten ha publicado 12 volúmenes bajo la imprenta Kadokawa Sneaker Bunko entre el primero de febrero de 2012 y el 1 de febrero de 2016.

### Manga
Una adaptación al manga, ilustrado por Sayaka Isuki, fue serializada en la revista en línea de Enterbrain, Famitsu Comic Clear entre febrero de 2013 y el 1 de mayo de 2015. Enterbrain ha publicado cinco volúmenes tankōbon entre el 1 de julio de 2013 y 15 de junio de 2015

### Anime
Una adaptación a serie de anime de 10 episodios dirigido por Takayuki Inagaki y producido por el estudio Diomedéa, salió al aire en Japón entre el 9 de octubre y el 11 de diciembre de 2013 en Tokyo MX, y simultáneamente transmitido vía streaming por Crunchyroll. El guion está escrito por Hiroko Kanasugi, y el director en jefe Hiroyuki Saida usó los personajes para el anime, cuyos conceptos están basados en la obra original de Yukiwo. El director de sonido Takayuki Yamaguchi, y la música está producida por Mages. El tema de apertura es  (「S・M・L☆」 "Sweet Melty Love"?) por Afilia Saga y el tema de cierre "Taiyō to Tsuki no Cross" (「太陽と月のCROSS」?) por Two Formula, un grupo conformado por Kaori Sadohara y Saeko Sōgō. Un episodio especial fue lanzado en formato Blu-ray Disc junto con la octava entrega de la novela ligera el 20 de mayo de 2014.